# NGC 1274
NGC 1274 è una galassia ellittica situata nella costellazione di Perseo, a una distanza di circa 301 milioni di anni luce dalla nostra Via Lattea.

## Scoperta
La galassia è stata scoperta il 4 dicembre 1875 dall'astronomo britannico Lawrence Parsons.

## Descrizione
NGC 1274 fa parte dell'Ammasso di Perseo (Abell 426).